# Южно-Маньчжурская железная дорога

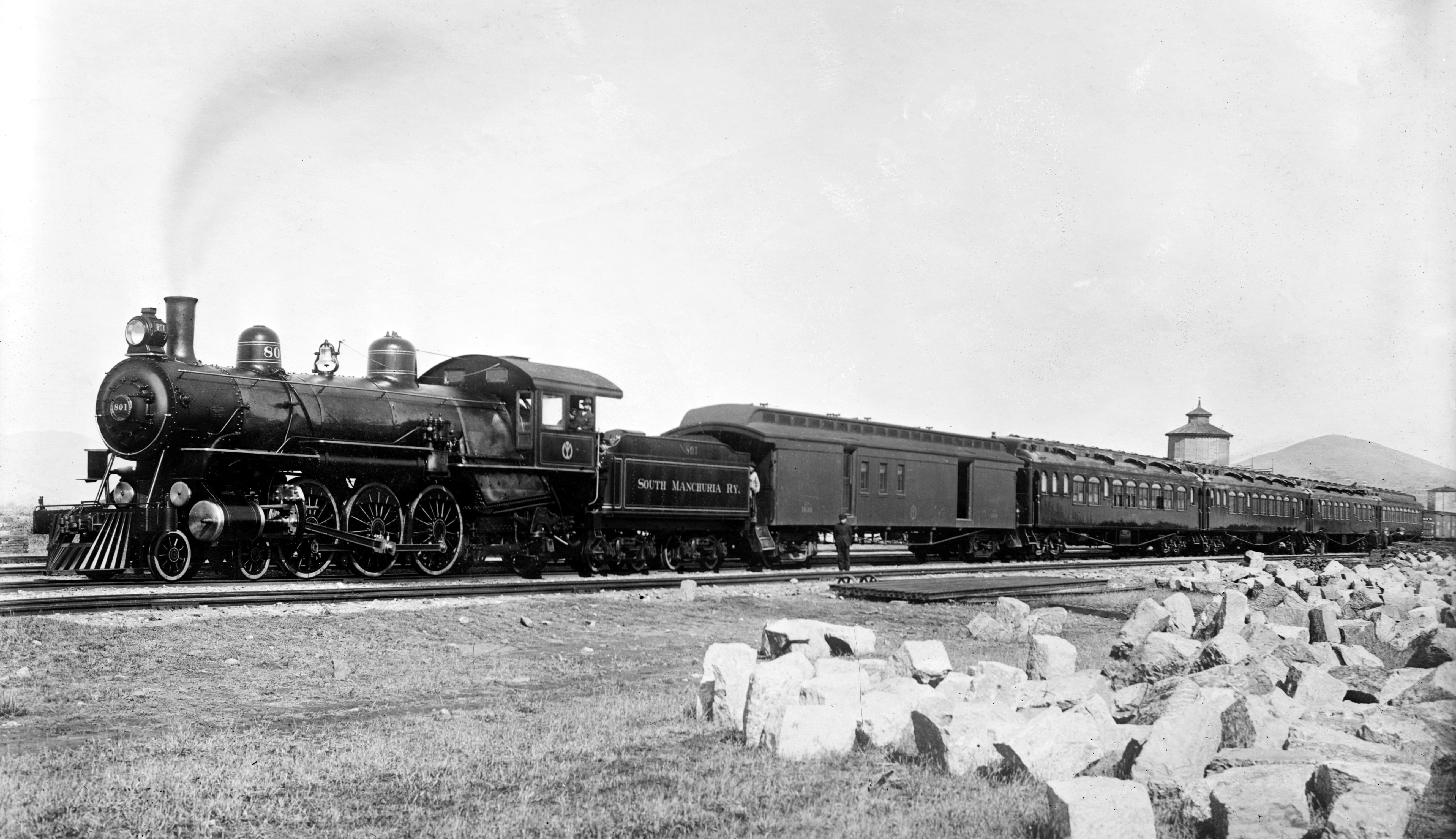
Поезд-экспресс на ЮМЖД в годы японского управления

Южно-Маньчжурская железная дорога (ЮМЖД) — железнодорожная магистраль в Маньчжурии, от Харбина до Люйшуня (Порт-Артура) длиной 1022 км.

## История

Карта ЮМЖД от Порт-Артура (Люйшунь) до Чанчуня

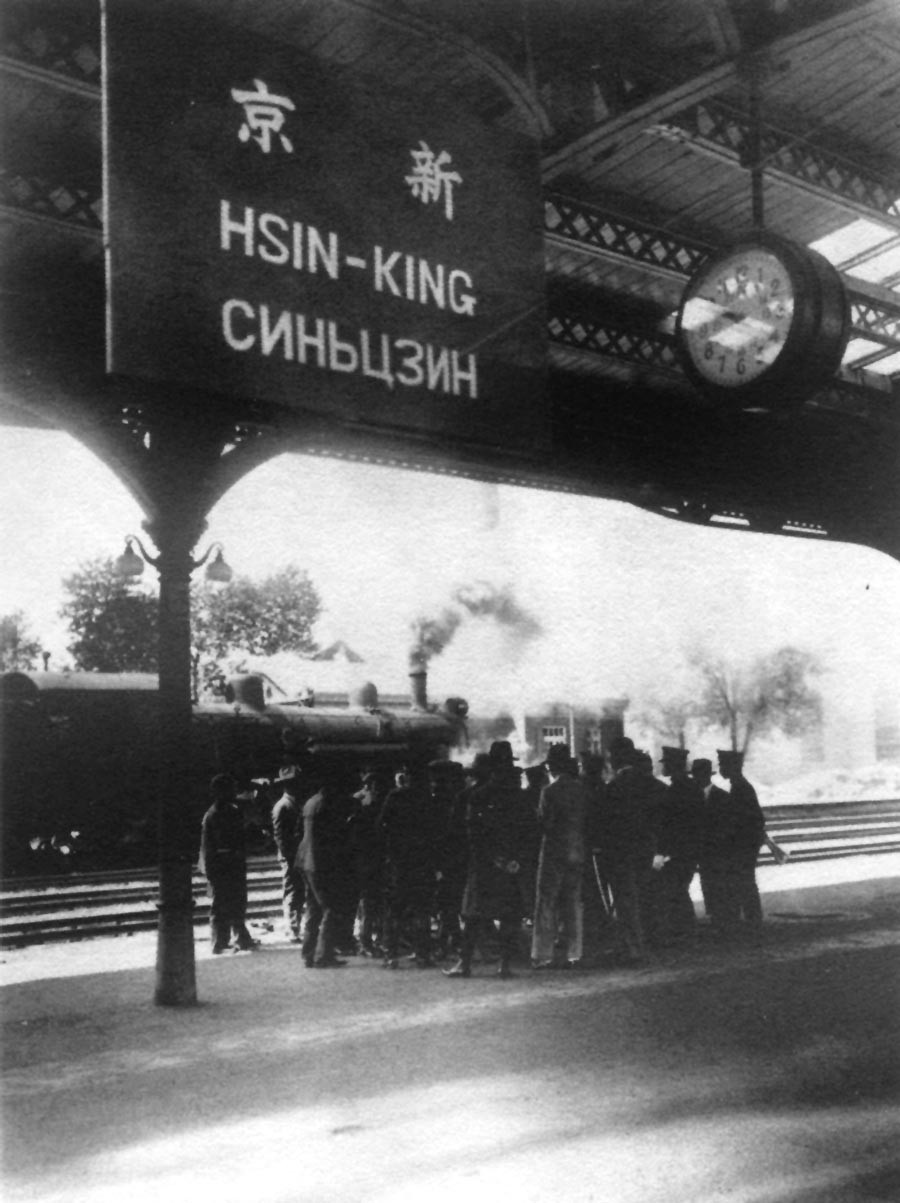
Станция Синьцзин (в современном Чанчуне)

Южно-Маньчжурская ветвь, как часть Китайско-Восточной железной дороги, была построена по линии Харбин—Порт-Артур в 1898—1903 годах. Строительство этой линии велось на основании Русско-китайской конвенции 1898 года для установления железнодорожного сообщения с Квантунской областью и портами Дальним и Порт-Артуром.
После Русско-японской войны 1904—1905 годов, согласно Портсмутскому мирному договору, большая часть Южно-Маньчжурской ветви КВЖД от Порт-Артура до Чанчуня длиной 735 км со всем принадлежащим имуществом, включая и угольные шахты, отошла к Японии. Самой южной станцией, остававшейся в руках российской КВЖД, стал Куаньчэнцзы, в северной части города Чанчуня.
Японская часть Южно-Маньчжурской железной дороги управлялась Южно-Маньчжурской железнодорожной компанией (англ. South Manchuria Railway Company, яп. 南満州鉄道株式会社 Minami Manshū Tetsudō Kabushiki-gaisha, или 満鉄 Mantetsu), основанной в 1906 году с капитализацией в 200 млн иен, штаб-квартира которой находилась в Дайрэне (Дальнем).
Хотя южно-маньчжурская железнодорожная линия (как и вся КВЖД) была первоначально построена с русской колеёй (1524 мм), во время русско-японской войны японцы перешили её на японскую (1067 мм) для удобства использования на ней японского подвижного состава. После окончания войны дорога была перешита на стандартную колею (1435 мм), с тем, чтобы сделать возможным её соединение с другими железными дорогами Китая.
В 1907 году было подписано российско-японское соглашение о соединении между железной дорогой, находящейся в японских руках, с российской КВЖД к северу от неё. Соглашение предусматривало постройку путей российской колеи от последней станции российской КВЖД (Куаньчэн) до первой станции японской ЮМЖД (Чанчунь), и наоборот, путей стандартной колеи от Чанчуня к Куанчэну.
С августа 1945 года бывшая ЮМЖД находилась под совместным управлением СССР и Китая в составе Китайской Чанчуньской железной дороги (КЧЖД), которая в 1952 году правительством СССР была безвозмездно передана Китаю.

## Примечания

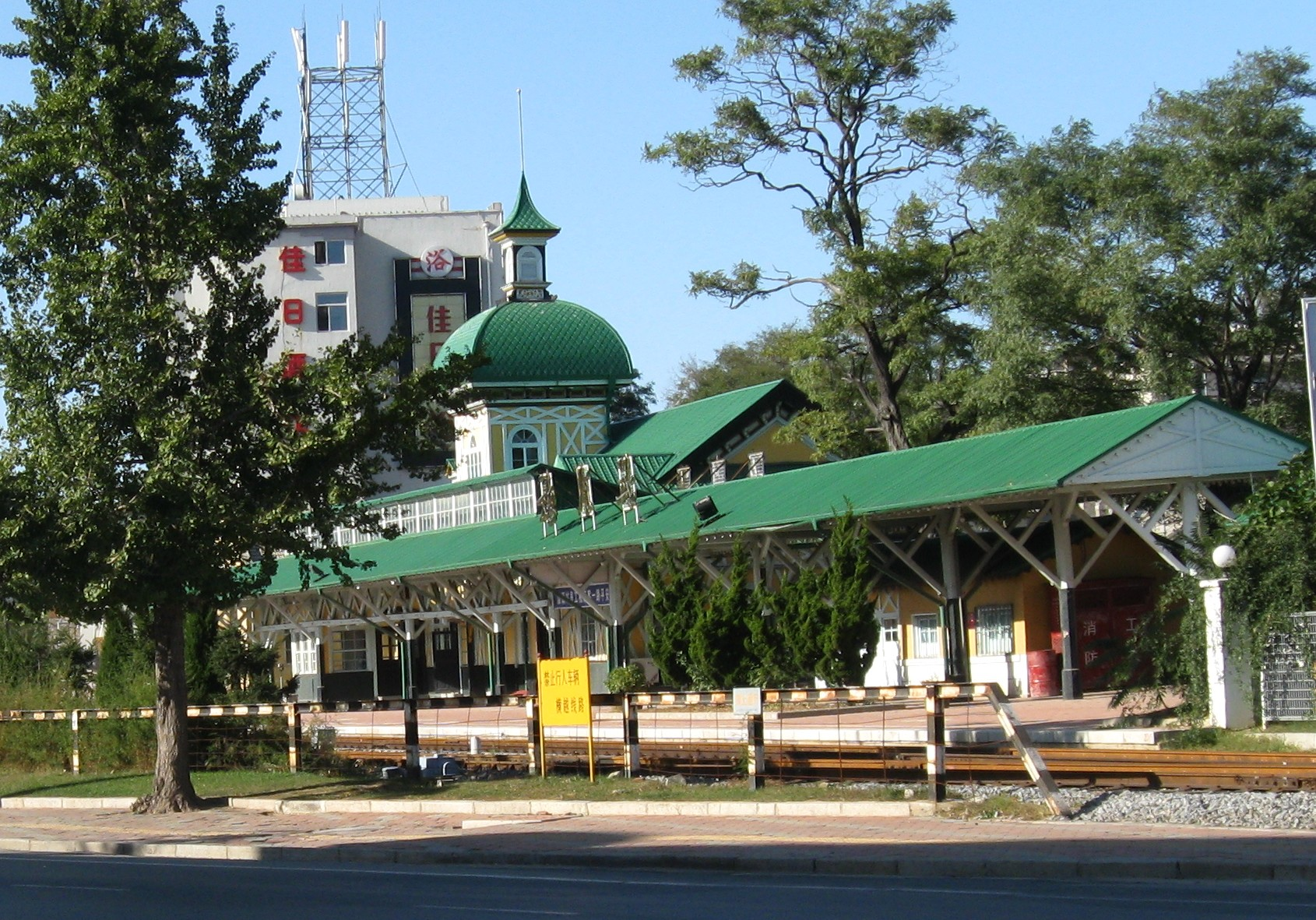
Вокзал в Порт-Артуре (Люйшуне), современный вид